# Простым
«Простым» — мини-альбом российского исполнителя Niletto, выпущенный 26 марта 2020 года на лейбле Zion Music и Niletto. В пластинку вошло шесть треков, написанные до выхода песни «Любимка», благодаря которой Данил обрёл популярность.

## История
Мини-альбом «Простым» был выпущен 26 марта 2020 года на лейбле Zion Music и Niletto. Он был написан Андреем Поповым и Данилом Прытковым.
Одновременно с выпуском альбома Niletto выпустил клип на песню «Платить за дружбу не нужно», премьера которого состоялась на официальной странице Niletto в социальной сети «Вконтакте».
По словам Niletto, песни, вошедшие в треклист альбома, были написаны ещё до выхода его главного хита «Любимка».
Музыкальное видео на сингл «Повезёт» было выпущено 4 декабря 2019 года, в день выхода сингла. Видеоклип для песни «Платить за дружбу не нужно» был выпущен 20 марта 2020 года, а неделей позже был выпущен клип на песню «Сирень».

### Синглы
Песня «Повезёт» была выпущена 4 декабря 2019 года в качестве ведущего сингла из мини-альбома. 19 марта 2020 года был выпущен второй сингл из альбома «Платить за дружбу не нужно».

## Отзывы
| Оценки критиков | Оценки критиков |
| Источник        | Оценка          |
| --------------- | --------------- |
| InterMedia      | [ 12 ]          |

Алексей Мажаев, рецензент российского информационного агентства InterMedia отметил, что песня «Я стану простым» является «практически готовым поп-хитом с запоминающимся припевом и относительно неглупым текстом». Про песни «Повезёт», «Сирень» и «Платить за дружбу не нужно» он сказал, что они «явно претендуют на высокие места в чартах», а про трек «Платить за дружбу не нужно» Алексей сказал, что «в ней Niletto скрещивает поп-мелодию в стиле 1990-х с трэпом, а также затрагивает тему свалившихся на него денег и обещает, что они его никак не изменят». На сайте российского канала «Муз-ТВ» также заметили, что треки из мини-альбома имеют все шансы стать хитами.
Музыкальный сайт The Flow назвал мини-альбом «наивным и пронзительным попом обычного пацана, искреннего нестоличного романтика».

## Список композиций
| №                   | Название                                 | Автор(ы)                   | Длительность |
| ------------------- | ---------------------------------------- | -------------------------- | ------------ |
| 1.                  | «Я стану простым»                        | Андрей Попов Данил Прытков | 4:04         |
| 2.                  | «Повезёт»                                | Андрей Попов               | 3:44         |
| 3.                  | «Сирень»                                 | Андрей Попов Данил Прытков | 2:53         |
| 4.                  | «Время отпусти меня» (совместно с Zippo) | Андрей Попов               | 2:36         |
| 5.                  | «Платить за дружбу не нужно»             | Андрей Попов               | 3:06         |
| 6.                  | «Я останусь простым»                     | Андрей Попов               | 3:12         |
| Общая длительность: | Общая длительность:                      | Общая длительность:        | 19:35        |

## Чарты
| Чарт (2020)              | Песня              | Высшая позиция |
| ------------------------ | ------------------ | -------------- |
| Top Radio & YouTube Hits | Повезёт            | 284            |
| Top Radio & YouTube Hits | Я останусь простым | 328            |
| Top Radio & YouTube Hits | Сирень             | 66             |
| Top Radio & YouTube Hits | Я стану простым    | 556            |
| Top Radio Hits           | Повезёт            | 668            |
| Top Radio Hits           | Я останусь простым | 358            |
| Top YouTube Hits         | Повезёт            | 32             |
| Top YouTube Hits         | Сирень             | 27             |
| Top YouTube Hits         | Я стану простым    | 70             |